# Ośrodek Sportów Zimowych KiczeraSki w Puławach Górnych
Ośrodek Sportów Zimowych KiczeraSki w Puławach Górnych – ośrodek narciarski położony na północnym zboczu Kiczery (640 m n.p.m.) w Paśmie Bukowicy w Beskidzie Niskim na terenie powiatu krośnieńskiego w gminie Rymanów.

## Wyciągi
W skład kompleksu wchodzą:
- (A) 2-osobowy wyciąg krzesełkowy o długości 900 m i przewyższeniu 170 m oraz przepustowości 1200 osób na godzinę, czas przejazdu – 5 min 40 sek
- (B) wyciąg talerzykowy o długości 420 m i przewyższeniu 90 m oraz przepustowości 450 osób na godzinę, obsługujący również snowpark.
- (C) wyrwirączka „Babylift” o długości 120 m i przewyższeniu 15 m oraz przepustowości 200 osób na godzinę.

## Trasy
| Nazwa trasy     | Trudność           | Start                              | Start                 | Meta                               | Meta                  | Dłu- gość (m) | Prze- wyż- sze- nie (m) | Na- chy- le- nie (%) | Oś- wie- tle- nie | Sztucz- ne naśnie- żanie | Homologacja FIS | Homologacja FIS | Uwagi                        |
| Nazwa trasy     | Trudność           | nazwa                              | wyso- kość (m n.p.m.) | nazwa                              | wyso- kość (m n.p.m.) | Dłu- gość (m) | Prze- wyż- sze- nie (m) | Na- chy- le- nie (%) | Oś- wie- tle- nie | Sztucz- ne naśnie- żanie | numer           | ważna do        | Uwagi                        |
| --------------- | ------------------ | ---------------------------------- | --------------------- | ---------------------------------- | --------------------- | ------------- | ----------------------- | -------------------- | ----------------- | ------------------------ | --------------- | --------------- | ---------------------------- |
| 1 Główna        | czerwono-niebieska | górna stacja wyciągu krzesełkowego | 634                   | dolna stacja wyciągu krzesełkowego | 464                   | 1000          | 170                     | 17                   | tak               | tak                      |                 |                 | górna część stoku to ścianka |
| 2 Pod wyciągiem | czerwona           | górna stacja wyciągu krzesełkowego | 634                   | dolna stacja wyciągu krzesełkowego | 464                   | 900           | 170                     | 19                   | tak               | tak                      |                 |                 | pod wyciągiem krzesełkowym   |
| 3 Okrężna       | niebieska          | górna stacja wyciągu krzesełkowego | 634                   | dolna stacja wyciągu krzesełkowego | 464                   | 1200          | 170                     | 14                   | tak               | tak                      |                 |                 |                              |
| 4               | niebieska          | górna stacja wyciągu talerzykowego | 554                   | dolna stacja wyciągu talerzykowego | 464                   | 450           | 90                      | 20                   | nie               | nie                      |                 |                 |                              |
| 5               | zielona            |                                    |                       |                                    |                       | 150           | 26                      | 17                   | nie               | nie                      |                 |                 | w pobliżu parkingów          |

Trasy 1 i 2 są sztucznie naśnieżane, ratrakowane i oświetlone.
Stacja jest członkiem Stowarzyszenia Polskie stacje narciarskie i turystyczne.

## Pozostała infrastruktura
Ponadto w ośrodku znajdują się 4 rowerowe trasy downhillowe.
Do dyspozycji narciarzy są:
- snowpark wzdłuż wyciągu B (do dyspozycji amatorów są tu: 3 raile, 3 boksy, 1 PCV, 1 corner i 2 hopy)[3]
- trasa biegowo-skiturowa
- wypożyczalnia sprzętu i skuterów śnieżnych
- serwis narciarski
- szkoła narciarska i snowboardowa „Kiczera”
- 3 parkingi
- restauracja „Amadeus” (w budynku głównym dolnej stacji wyciągu krzesełkowego).

## Operator
Operatorem ośrodka jest Beskidzkie Towarzystwo Turystyczne „Przełom Wisłoka” z siedzibą w Puławach 16 koło Rymanowa. Prezesem zarządu Towarzystwa jest Daniel Brózda.

## Historia
Towarzystwo zostało zarejestrowane w KRS w 2002 roku. Wyciąg B i snowpark zostały uruchomione w sezonie 2011/2012.

## Inwestycje i plany na przyszłość
Towarzystwo prowadzi projekt "Wzrost atrakcyjności turystycznej regionu poprzez stworzenie konkurencyjnej w skali kraju oferty Ośrodka Narciarskiego „Kiczera” w Puławach", który jest realizowany w ramach RPO województwa podkarpackiego na lata 2007–2013, oś priorytetowa 1. Konkurencyjna i innowacyjna gospodarka, działanie 1.1. Wsparcie kapitałowe przedsiębiorczości, schemat B – bezpośrednie dotacje inwestycyjne. Wartość projektu ogółem – około 1,78 mln zł, kwota dofinansowania ze środków EFRR – 680 tys. zł, ze środków budżetu państwa – 120 tys. zł.
Projekt obejmuje realizację 6 podstawowych działań:
- działanie 1. Zakup maszyny śnieżnej PiBu 300
- działanie 2. Przygotowanie pola do gry w paintball oraz zakup wyposażenia
- działanie 3. Zakup i wykonanie snowparku
- działanie 4. Zakup i montaż wyciągów narciarskich BJ-500-EKO (talerzykowych, o przepustowości 800 osób na godzinę) – 2 sztuki (łączna długość 690 m)
- działanie 5. Zakup nowoczesnego wyposażenia gastronomicznego
- działanie 6. Zakup armatek śnieżnych Supersnow 90 MA – 2 sztuki.

Termin zakończenia realizacji projektu, zgodnie z umową zawartą z Marszałkiem Województwa Podkarpackiego – 30 września 2012 roku.
Do końca 2011 roku zostały wykonane działania nr 1, 3, 4 – w zakresie budowy 1 wyciągu narciarskiego o długości 420 m oraz działanie nr 6 – zakup armatek śnieżnych.
Drugi, analogiczny wyciąg, o długości 270 m ma być uruchomiony do 15 września 2012 roku w pobliżu dotychczasowego wyciągu Babylift na oślej łączce.